# IC 2097
IC 2097 ist eine Irreguläre Galaxie vom Hubble-Typ Irr im Sternbild Eridanus südlich des Himmelsäquators. Sie ist schätzungsweise 217 Millionen Lichtjahre von der Milchstraße entfernt und hat einen Durchmesser von etwa 80.000 Lichtjahren.
Im selben Himmelsareal befinden sich u. a. die Galaxien IC 2095, IC 2098, IC 2099, IC 2102.
Das Objekt wurde am 17. Februar 1903 von Isaac Roberts entdeckt.